# Märt Israel
Märt Israel (Karksi-Nuia, 23 settembre 1983) è un discobolo estone.

## Palmarès
| Anno | Manifestazione    | Sede       | Evento           | Risultato      | Misura  | Note |
| ---- | ----------------- | ---------- | ---------------- | -------------- | ------- | ---- |
| 2002 | Mondiali juniores | Kingston   | Lancio del disco | 7º             | 59,43 m |      |
| 2003 | Europei under 23  | Bydgoszcz  | Lancio del disco | 8º             | 54,86 m |      |
| 2005 | Universiadi       | Smirne     | Lancio del disco | 11º            | 57,63 m |      |
| 2006 | Europei           | Göteborg   | Lancio de disco  | 13º            | 59,80 m |      |
| 2007 | Mondiali          | Osaka      | Lancio del disco | 22º (q)        | 60,23 m |      |
| 2007 | Universiadi       | Bangkok    | Lancio del disco | Bronzo         | 60,32 m |      |
| 2008 | Olimpiadi         | Pechino    | Lancio del disco | 14º            | 61,98 m |      |
| 2009 | Universiadi       | Belgrado   | Lancio del disco | 4º             | 63,35 m |      |
| 2009 | Mondiali          | Berlino    | Lancio del disco | 22º (q)        | 59,58 m |      |
| 2010 | Europei           | Barcellona | Lancio del disco | 9º             | 62,59 m |      |
| 2011 | Universiadi       | Shenzhen   | Lancio del disco | Oro            | 64,07 m |      |
| 2011 | Mondiali          | Taegu      | Lancio del disco | 4º             | 65,20 m |      |
| 2012 | Europei           | Helsinki   | Lancio del disco | 16º            | 60,59 m |      |
| 2012 | Olimpiadi         | Londra     | Lancio del disco | 25º            | 60,34 m |      |
| 2014 | Europei           | Zurigo     | Lancio del disco | Qualificazione | nm      |      |